# 元江田菁
元江田菁（学名：Sesbania sesban var. bicolor）为豆科田菁属下的一个变种。变种名 bicolor 意为“二色的”。